# Changement de variable (simplification algébrique)
Pour les articles homonymes, voir changement de variable et simplification.
Le changement de variables est un procédé mathématique qui consiste à remplacer une variable ou même une fonction par une autre fonction de celle-ci ou d'un autre paramètre. Ce procédé est un des outils principaux pour la simplification de formules algébriques ou, plus généralement, d'équations.
Par exemple, c'est par un changement de variable qu'on peut obtenir l'équation de Weierstrass d'une courbe elliptique.
On peut aussi appliquer ce procédé pour simplifier le calcul d'une somme ou d'un produit (par exemple, pour permettre le regroupement de termes similaires).
« Pour déterminer un résultat concis dans le domaine d'un problème, nous pouvons utiliser des transformations qui ne sont pas
nécessairement valables en dehors de ce domaine. Par exemple, certaines transformations qui sont valables pour tous les entiers
ou pour tous les nombres positifs ne sont pas valables pour plus de nombres réels générales, et quelques transformations sont valables pour tous les nombres réels ne sont pas valables pour tous les nombres complexes. »

## Exemple
Considérons le système d'équations
{\displaystyle x^{2}y+xy^{2}=880}
où {\displaystyle x} et {\displaystyle y} sont des nombres entiers positifs avec {\displaystyle x>y}. (Source: 1991 AIME)
La résolution de cette équation n'est normalement pas très difficile, mais elle peut être un peu fastidieuse. Cependant, on peut réécrire la deuxième équation tel que {\displaystyle xy(x+y)=880}. Faire le changement de variable {\displaystyle s=x+y,t=xy} réduit le système à {\displaystyle s+t=71,st=880.} La résolution de celle-ci donne {\displaystyle (s,t)=(16,55)} ou {\displaystyle (s,t)=(55,16).} Le changement de la première paire ordonnée nous donne {\displaystyle x+y=16,xy=55}, qui nous donne facilement la solution {\displaystyle (x,y)=(11,5).} Le changement de la deuxième paire ordonnée nous donne {\displaystyle x+y=55,xy=16}, qui nous donne aucune solution. Par conséquent, la solution qui permet de résoudre le système est {\displaystyle (x,y)=(11,5)}.